# APFSDS

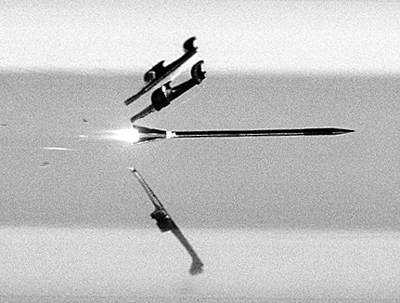
Separació dels sabots

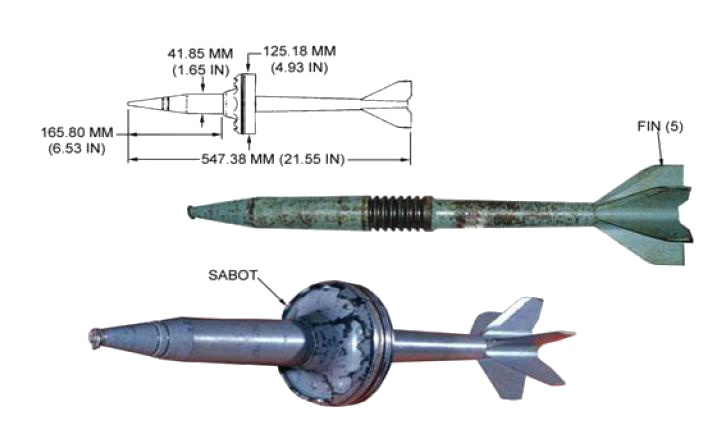
BM 15 (125mm).

L'APFSDS és un acrònim de la veu anglesa armour-piercing fin-stabilized discarding sabot, que significa projectil perforador de blindatge estabilitzat per aletes amb casquet d'un sol ús. És una altra nomenclatura tècnica per definir als perforadors cinètics de blindatge que deriva de l'original AP (armour-piercing o perforador de blindatge). És un tipus de munició subcalibrada (de menor calibre que l'ànima de l'arma que el dispara) usada en canons automàtics de 20 mm en endavant. Fabricats en aliatges de gran duresa, fan servir el seu pes i velocitats supersòniques per forçar el seu camí a través del blindatge. que en ser derrotat, la calor, despreniment de partícules i l'ona de pressió que es desenvolupa, destrueixen l'objectiu.